# سورسترومینگ
سورسترومینگ غذایی است که از شاه‌ماهی کم نمک، تخمیری، دریای بالتیک تهیه می‌شود و حداقل پس از سدۀ شانزدهم میلادی به آشپزی سنتی سوئدی راه یافته است. این غذا متمایز از ترشی شاه‌ماهی یا نوع سرخ‌شده آن است.
شاه‌ماهی بالتیکی که به زبان سوئد به عنوان استرمینگ شناخته می‌شود، کوچک‌تر از نوع آتلانتیکی آن است که در دریای شمال یافت می‌شود. به‌طور سنتی، شاه‌ماهی آب‌های‌های شور تنگه کالمار در شمال دریای بالتیک به عنوان استرمینگ تعریف شده است. ماهی مورد استفاده برای این غذا پیش از دورۀ تخم‌ریزی و در ماه‌های آوریل و مه صید می‌شود.